# Universal Mobile Telecommunications System
UMTS (abreviação de Universal Mobile Telecommunication System) é uma das tecnologias de terceira geração (3G) dos telemóveis (celular no Brasil).
O termo é adotado para designar o padrão de 3ª Geração estabelecido como evolução para operadoras de GSM.
Até o ano de 2000, o desenvolvimento de padrões para o GSM foi conduzido pelo European Telecommunications Standards Institute (ETSI). A partir desta data a responsabilidade passou a ser do 3rd Generation Partnership Project (3GPP), que é um esforço conjunto de várias organizações de standards ao redor do mundo para definir um sistema celular global de 3º Geração UMTS (Universal Mobile Telecommunications System).
O objetivo do UMTS é prover um padrão universal para as comunicações pessoais com o apelo do mercado de massa e com a qualidade de serviços equivalente à rede fixa. Na visão UMTS, um sistema de comunicações deverá suportar diversas facilidades:
1. portadoras realocáveis, banda atribuível sob demanda (por exemplo, 2 Mbps para comunicações em ambientes internos e pelo menos 144 kbps para ambientes externos);
2. variedade de tipos de tráfego compartilhando o mesmo meio;
3. tarifação adequada para aplicações multimídia;
4. serviços personalizados;
5. facilidade de implementação de novos serviços (por exemplo, utilizando ferramentas de rede inteligente);
6. WLL (Wireless Local Loop) de banda larga, etc. O WLL de banda estreita tem sido utilizado em substituição aos fios/cabos de cobre para conectar telefones e outros dispositivos de comunicação com a rede de telefonia comutada pública, ou PSTN (Public Switched Telephone Network).Especificamente em relação ao UMTS, três requisitos são de primordial importância:

1. rádio acesso de banda larga;
2. "roaming" inteligente; e
3. alta capacidade.

Devido a essas necessidades o padrão escolhido foi o WCDMA
Referências
1. Quais são os vários tipos de tecnologia celular? Consultado em 14 de abril de 2025.
2. Telefonia Celular. Consultado em 14 de abril de 2025.
3. A tecnologia UMTS. Consultado em 14 de abril de 2025.